# Külvárosi őrszoba
A Külvárosi őrszoba 1943-ben bemutatott fekete-fehér magyar filmdráma, amelyet Hamza D. Ákos írt és rendezett.

## Szereplők
- Nagy Miklós rendőrtiszthelyettes: Toronyi L. Imre
- Felesége: Dajbukát Ilona
- Lidi, a lányuk: Csikós Rózsi
- Tóth XVIII. János rendőr: Nagy István
- Kocsmáros: Pártos Gusztáv
- Karcsi, rablógyilkos: Makláry János
- Harmonikás Gizi: Karády Katalin
- Frici: Csortos Gyula
- „vak” koldus: Turáni C. Endre
- Gáspár mama: Somogyi Nusi
- „kis” nő: Salamon Erzsi
- Fényképész: Misoga László
- Detektív: Kelemen Lajos
- Egy rendőr: Hidassy Sándor
- Ápolónő: Szemere Vera f. h.
- Bandi: Juhász József
- Rendőrtiszt: Mátray József
- Egy asszony: Egyed Lenke
- Öreg kofa: Cserey Irma
- Utcalány: Halász Gina

További szereplők:
- Jenei Ottó
- Tóth Imre
- Pásztor János
- Matány Antal
- Vándory Gusztáv
- Sugár Lajos

Történik Budapest külvárosában az 1940-es években.

## A Magyar Film cikke a filmről (összefoglaló)
A Magyar Film Külvárosi Őrszoba című cikkében hosszasan ecseteli Karády Katalin népszerűségének titkát, amit elsősorban egyéni előadásmódjában és stílusosságában nyilvánul meg. Ezen túl kritizálta a művésznő tehetségét és múltbéli sztárallűrjeit, mindezzel együtt a cikk írója úgy érzi, ezzel a filmmel Karády végre a helyére került.
Hónapok teltek el a nagy sikerű „Halálos tavasz” óta, így a film pszichológiailag alkalmas időben került bemutatásra. 
A film másik nagy érdemeként említik a magyarországi stílusteremtését is, hiszen a média mindenhol az első film noir-ról, azaz első rendőrfilmről írt. Az igazságszolgáltatás közegét több megközelítésben is bemutatja. Megjelenik az a rendőr, akivel nem szívesen találkozunk kisebb-nagyobb közlekedési kihágásaink kapcsán és az is, akinek jelenlétét szívesen érezzük egy csendes, kihalt sötét utcán. Hamza D. Ákos, a rendező, épp ezt a kettősséget fogta meg, így adott lelket a filmnek. A cikk bírálja a film fényképezését. Úgy érzi, kissé több gazdagság is elkelt volna, valamint világítását is előnytelennek tartja. Viszont a laktanyafelvételeket dicséri. Karády ruháit stílustalannak tartja, bár hozzáteszi, hogy mindez nem ment a film rovására.

## A film története
A film a rendőrlaktanya udvarán kezdődik. A legénységet, próbarendőröket kiképzik és útjukra engedik a tapasztaltabbakhoz való beosztásban. Ilyen próbarendőr Tóth XVIII. János (Nagy István) is, kinek egyetlen ismerőse akad szöveget is szívesen hallgattunk a fővárosban. Falubelije idősebb rendőr főtörzsőrmester (Toronyi L. Imre), aki mindjárt pártfogásába veszi az ifjú rendőrt, sőt leányának (Csikós Rózsi) is hamarosan megtetszik a jóképű falusi gyerek. A kis otthon melege fészekrakásra készteti a fiatalokat is és ennek érdekében az új próbarendőr a leendő após mellé kér szolgálati beosztást. Az Angyalföld kétes hírű környéke lesz az új éjszakai őrjáratok, razziák területe s egyik éjszakai lebujban a harmonikásleány (Karády Katalin) szeme megakad a délceg rendőrön. Rafinériájának egész tárházát vonultatja fel a fiú meghódítására, akit ugyan bizonyos mértékig érzékileg megejt, de meghódítani nem képes. A faluról jött becsületes rendőrszív páncélfaláról hamar lepattannak az álnokság és a bűnös múlt hamis gyöngyszemei, pedig a javulás jó szándéka megvillant a nő életében is. Csak a gyermeklélek képes az őszinte javulásra s az öreg rendőr javító keze meg is mutatja építőerejét.
Az éjszakai lebúj apacsleánya nem találja meg az utat a tiszta élet felé s kedvesének áldozata lesz, a falusi rendőr pedig megszépítheti a megérdemelt tiszta otthont.
A rendőrök életét nemes egyszerűséggel mutatja be a „Külvárosi őrszoba” írója és rendezője. Nem hosszadalmasak a katonás fegyelmű gyakorlatok sem, hiszen az újdonság erejével hatnak.

## Televíziós megjelenések
MTV1 / M1, MTV2 / M2, Duna TV, SATeLIT, Filmmúzeum, M5